# Torneo Internazionale Regione Piemonte
Il Torneo Internazionale Regione Piemonte è un torneo di tennis che si gioca sulla terra rossa. Il torneo si gioca a Biella in Italia dal 2000.

## Albo d'oro

### Singolare
| Anno               | Campionessa            | Finalista             | Punteggio |
| ------------------ | ---------------------- | --------------------- | --------- |
| 2012               | Johanna Larsson        | Anna Tatišvili        | 6–3, 6–4  |
| 2011               | Alexandra Cadanțu      | Mariana Duque-Mariño  | 6–4, 6–3  |
| 2010               | Renata Voráčová        | Zuzana Ondrášková     | 6–4, 6–2  |
| 2009               | Petra Martić           | Sharon Fichman        | 7–5, 6–4  |
| 2008               | Mara Santangelo        | Jelena Kostanić Tošić | 6–3, 6–1  |
| 2007               | Agnieszka Radwańska    | Karin Knapp           | 6–3, 6–3  |
| ↑ ITF 100K event ↑ |                        |                       |           |
| 2006               | Stéphanie Foretz Gacon | Tathiana Garbin       | 7–5, 3–1r |
| 2005               | Julija Bejhel'zymer    | Giulia Gabba          | 6–2, 6–4  |
| 2004               | Květa Peschke          | Virginie Razzano      | 6–1, 6–1  |
| 2003               | Henrieta Nagyová       | Zsófia Gubacsi        | 6–3, 6–1  |
| 2002               | Flavia Pennetta        | Sandra Kleinová       | 6–3, 6–2  |
| ↑ ITF 50K event ↑  |                        |                       |           |
| 2001               | Dally Randriantefy     | Joana Cortez          | 6–1, 6–1  |
| ↑ ITF 25K event ↑  |                        |                       |           |
| 2000               | Maja Matevžič          | Nathalie Viérin       | 6–0, 6–2  |
| ↑ ITF 10K event ↑  |                        |                       |           |

### Doppio
| Anno               | Campionesse                                | Finaliste                                           | Punteggio        |
| ------------------ | ------------------------------------------ | --------------------------------------------------- | ---------------- |
| 2012               | Eva Hrdinová Mervana Jugić-Salkić          | Sandra Klemenschits Tatjana Maria                   | 1–6, 6–3, 10–8   |
| 2011               | Lara Arruabarrena Vecino Ekaterina Ivanova | Janette Husárová Renata Voráčová                    | 6–3, 0–6, 10–3   |
| 2010               | Marija Korytceva Ioana Raluca Olaru        | Andreja Klepač Aurélie Védy                         | 7–5, 6–4         |
| 2009               | Sandra Klemenschits Vladimíra Uhlířová     | Dar'ja Kustova Renata Voráčová                      | 4–6, 6–3, 10–6   |
| 2008               | Renata Voráčová Barbora Záhlavová-Strýcová | Lourdes Domínguez Lino Arantxa Parra Santonja       | 4–6, 6–0, 10–5   |
| 2007               | Maret Ani Kaia Kanepi                      | Mervana Jugić-Salkić Renata Voráčová                | 6–4, 6–1         |
| ↑ ITF 100K event ↑ |                                            |                                                     |                  |
| 2006               | Barbora Záhlavová-Strýcová Renata Voráčová | Lucie Hradecká Michaela Paštiková                   | 6–3, 6–2         |
| 2005               | Lucie Hradecká Renata Voráčová             | Maret Ani Mervana Jugić-Salkić                      | 6–4, 7–6(4)      |
| 2004               | Erica Krauth Martina Müller                | Mervana Jugić-Salkić Darija Jurak                   | 6–2, 6–3         |
| 2003               | Ľubomíra Kurhajcová Libuše Průšová         | Martina Müller Lenka Němečková                      | 6–2, 6–4         |
| 2002               | Ljubomira Bačeva Eva Bes Ostáriz           | María José Martínez Sánchez Anabel Medina Garrigues | 7–5, 2–6, 7–6(5) |
| ↑ ITF 50K event ↑  |                                            |                                                     |                  |
| 2001               | Joana Cortez Vanessa Menga                 | Daniela Klemenschits Sandra Klemenschits            | 7–6(4), 4–6, 6–3 |
| ↑ ITF 25K event ↑  |                                            |                                                     |                  |
| 2000               | Kirstin Freye Adrienn Hegedűs              | Eva Fislová Zuzana Hejdová                          | 6–2, 6–4         |
| ↑ ITF 10K event ↑  |                                            |                                                     |                  |